# 二丁目のホームズ
『二丁目のホームズ』（にちょうめのホームズ）は2013年3月16日からフジテレビのCSチャンネル「フジテレビTWO ドラマ・アニメ」で放送された日本のテレビドラマ。1話20分、全4話。
主演は渡部豪太で、本作の探偵役で新宿二丁目のゲイバーにいる女装青年を演じる。

## 登場人物
- 家多シュン - 渡部豪太
- 真仲響子 - 早見あかり
- ママ - 阪田マサノブ
- せいじ - 望月章男
- ドロシー - ヒロキチ
- 愛 - 六川裕史

### ゲスト出演キャスト
第1話ゲスト
- 遠山沙紀 - 森田彩華
- 松岡拓巳 - 村田譲

第2話ゲスト
- ゆり - 松尾諭
- ゴージャス・ノブコ - 脇知弘
- 後藤恒次 - 三上潤

第3話ゲスト
- 彩香 - 相多愛
- 西園寺涼 - 中野マサアキ

第4話ゲスト
- 瀬川健吾 - 児玉貴志
- 家多シュン(幼少期) - 竜跳
- 警視総監 - 蛍原次朗

## スタッフ
- 脚本：金沢 達也
- 音楽：白石めぐみ
- 演出：伊藤史、三橋利行
- プロデュース：羽鳥健一、田倉拓紀
- プロデューサー：大坪加奈
- 協力プロデューサー：古都真也
- 制作著作：フジテレビ
- 制作協力：FILM